# Clan Matsumae

Kamon del clan Matsumae.

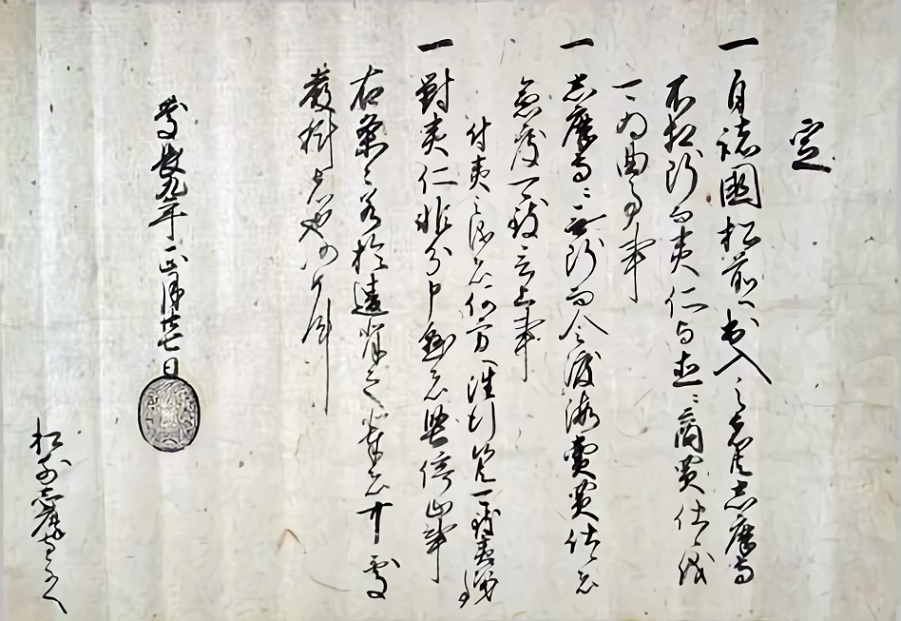
Carta de sello negro de 1604 del shogun Tokugawa Ieyasu a Matsumae Yoshihiro, primer daimyō del dominio de Matsumae, otorgando al dominio exclusividad como intermediarios en el comercio con la gente de Ezo (Museo de Hokkaido)

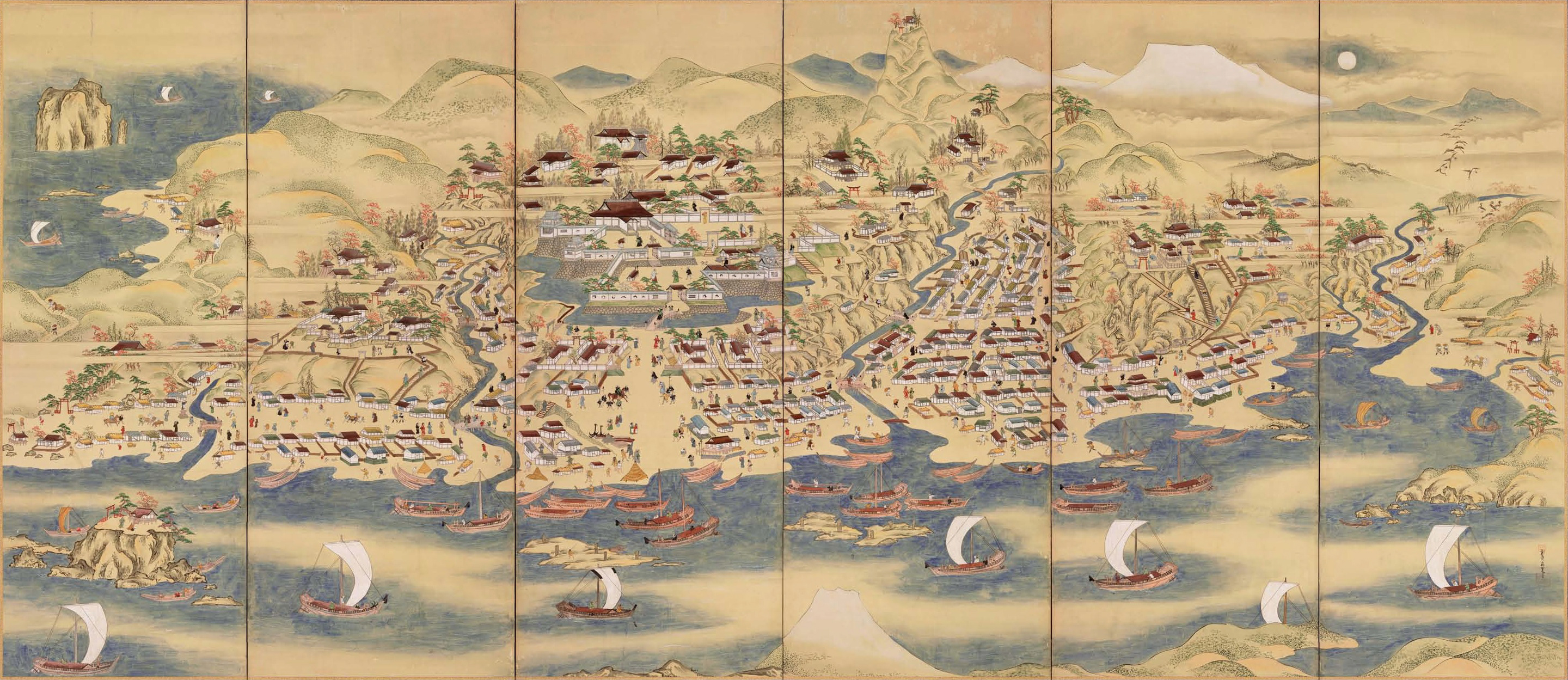
El biombo Matsumae representa en detalle la ciudad del castillo llena de comercio alrededor de 1754-1764.

El clan Matsumae (松前藩 Matsumae-han?) es un clan japonés que afirma provenir de la familia Takeda. Inicialmente conocida como Kakizaki (蠣崎), la familia prosperaba durante la era Sengoku del siglo XVI, porque consolidó el poder japonés en la península de Oshima de Hokkaidō. Durante el período Edo, fue encomendado con la defensa de la frontera septentrional de Japón, y también con el gobierno de la comunidad indígena ainu. En batallas como la rebelión de Shakushain en 1669, y la Batalla de Kunashiri-Menashi en 1789, el clan Matsumae subyugó a los ainus poco a poco, y llegó a tener dominio sobre todo Hokkaido.
Durante la Restauración Meiji, Hokkaido cayó bajo el dominio del gobierno central.
- Datos: Q1061883
- Multimedia: Matsumae clan / Q1061883